# ناحية خان شيخون
ناحية خان شيخون إحدى نواحي سوريا تتبع إداريّاً لمحافظة إدلب منطقة معرة النعمان ومركزها بلدة خان شيخون، بلغ تعداد سكان الناحية 50469 نسمة حسب التعداد السكاني لعام 2004.

## مدن وبلدات وقرى ناحية مركز خان شيخون
عابدين، بعربو، الهبيط، كفر عين، خان شيخون، النقير، القصابية، أم زيتونة.